# Muscadin

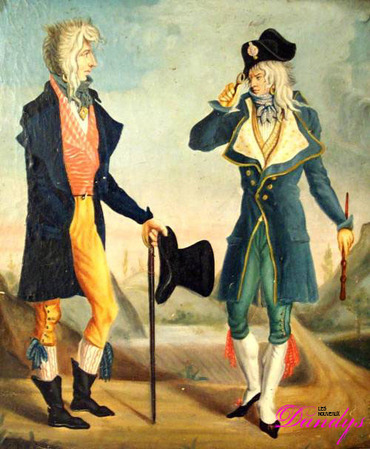
Carle Vernet, Les Incroyables.

Muscadin (fr. pachnący piżmem), muskadyn − członek bojówek antyjakobińskich i konntrrewolucyjnych w okresie reakcji termidoriańskiej po obaleniu władzy jakobinów i ścięciu Robespierra. Muscadins wywodzili się z tzw. "złotej młodzieży" (jeunesse dorée), przedstawicieli niższej klasy średniej − synów niższych urzędników, drobnych kupców, pracowników giełdy, członków palestry, a także dekowników i dezerterów armii rewolucyjnej.  
Bojówki zostały zorganizowane przez Louis-Marie-Stanislasa Frérona i Jean-Lamberta Talliena − byłych jakobinów, którzy w okresie poprzedzającym 9 thermidora stali się ich najzacieklejszymi wrogami. Muscadins wdawali się w bójki z sankiulotami i napadali na kluby i zebrania jakobińskie. Nie byli zwalczani przez thermidorianów, gdyż mimo że ich działalność była nieusankcjonowana, odpowiadała duchowi ustaw i rozporządzeń wydawanych przez nich. Między innymi atak muscadins na klub jakobiński przy rue Saint-Honoré 11 listopada 1794 roku, stał się pretekstem do likwidacji stronnictwa jakobińskiego. 
Charakterystyczny dla muscadins był specyficzny ubiór, stanowiący pomieszanie ówczesnych mód i stylów z groteskową przesadą. Nosili oni długie, wąskie, ścięte płaszcze, z dużymi połami o kontrastującej barwie, żółte, zamszowe kamizelki. Zamiast długich, obszernych spodni, noszonych przez sankiulotów, zakładali krótkie, welurowe spodnie wzorowane na przedrewolucyjnych culottes, noszonych wówczas powszechnie przez burżuazję i arystokrację. Nosili przy sobie długie, wąskie laski zakończone ołowiem lub drewniane drągi, które nazywali "konstytucjami".
W 1795 roku zaczęli tracić na znaczeniu, gdyż po stłumieniu ludowego powstania w maju 1795, okresie Białego Terroru i ustanowieniu Dyrektoriatu, ich rola się zakończyła. Ubiór i styl bycia muscadins, lecz już bez działalności bojówkarskiej, przejęła subkultura ''Les Incroyables''.